# IC 4199
IC 4199 ist ein im Sternbild Jagdhunde am Nordsternhimmel gelegener Stern, den der Astronom Max Wolf am 21. März 1903 fälschlich als IC-Objekt beschrieb.